# Altes Rathaus (Norden)

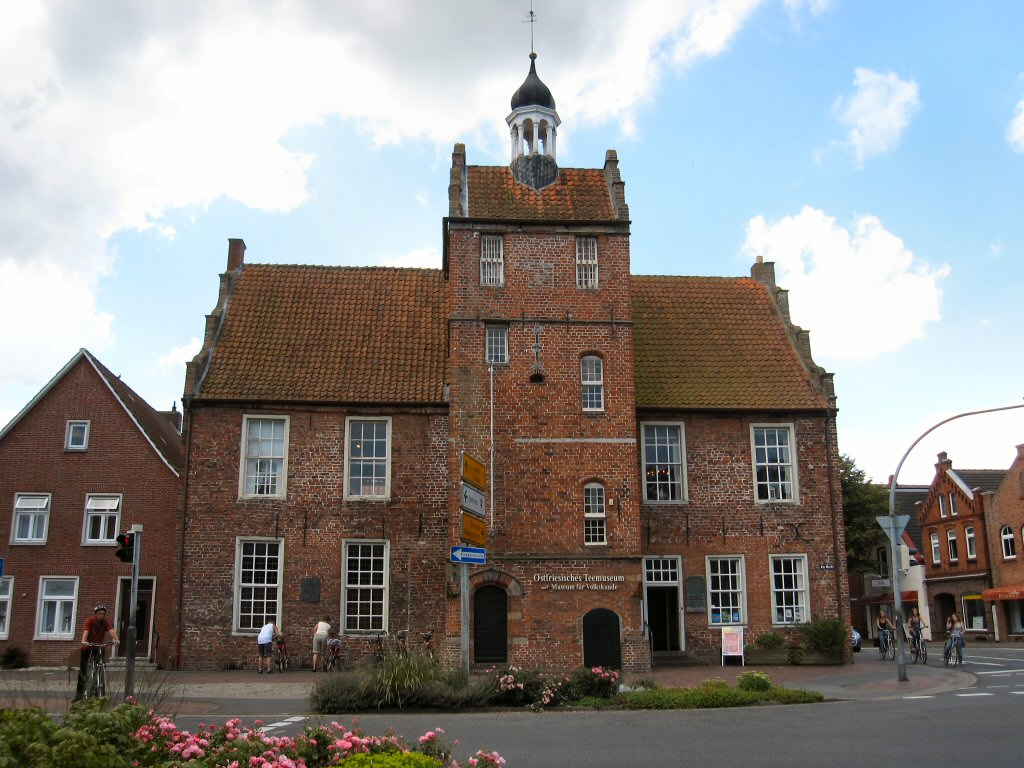
Altes Rathaus mit Heimatmuseum und Ostfriesischem Teemuseum

Das Alte Rathaus ist ein denkmalgeschütztes Gebäude in der ostfriesischen Stadt Norden (Landkreis Aurich, Niedersachsen). Es hat die Adresse Am Markt 36. In dem Haus hat seit 1922 der Heimatverein der Stadt seinen Sitz, der dort zwei Museen, das Heimat- und das Teemuseum unterhält. Längster Nutzer des Hauses ist die Theelacht, deren Mitglieder zweimal im Jahr in der Theelachtskammer im Erdgeschoss zusammenkommen. Die Theelacht ist die älteste bäuerliche Gemeinschaft Europas.

## Baubeschreibung
Das alte Rathaus ist ein längsrechteckiger und zweigeschossiger Backsteinbau aus dem 16. Jahrhundert mit geschweiften Giebeln an den Schmalseiten. Im Kern besteht er aus einem gotischen Bau aus dem späten 13. Jahrhundert oder 14. Jahrhundert, der nach seiner teilweisen Zerstörung 1539 im Stil der Renaissance wiederaufgebaut wurde.
Der Keller stammt laut einem Katastereintrag von 1999 aus dem späten 13. oder 14. Jahrhundert.
Der Sitzungs- und Festsaal im Obergeschoss, Rummel genannt, präsentiert sich weitgehend im Zustand des 16. bis 17. Jahrhunderts. Der Treppenturm ist der einzig erhaltene des Stadtgebiets.

## Geschichte

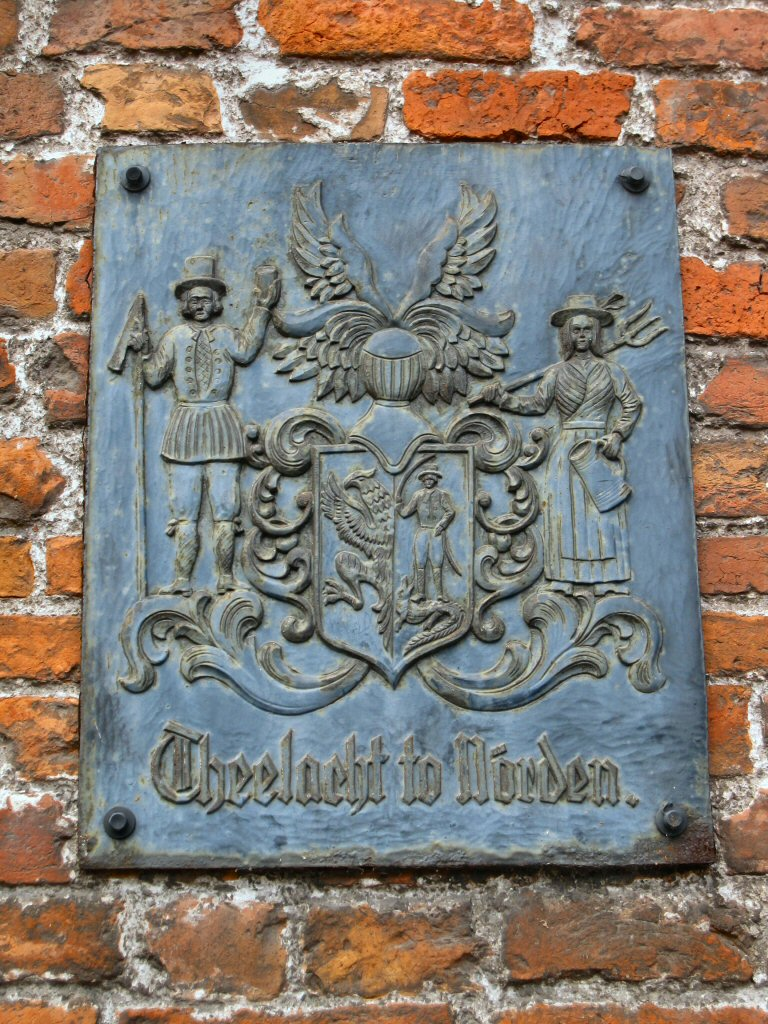
Tafel der „Theelacht to Nörden“ am alten Rathaus in Norden

Der Vorgängerbau des heutigen Rathauses dürfte im 13. oder 14. Jahrhundert errichtet worden sein. Es gehörte, so weit heute bekannt, immer der Kirche. Wahrscheinlich beschädigte Balthasar von Esens diesen Bau wie auch die benachbarten Bauten der Andreaskirche sowie des Klosters Marienthal zu Beginn der Geldrischen Fehde schwer. Im Zuge des Wiederaufbaus wurde das Gebäude im Jahre 1539 erstmals erwähnt. Die Arbeiten, während derer dem Alten Rathaus auch ein Treppenturm vorgebaut wurde, zogen sich drei Jahre hin. Anschließend wurde das Haus im Herbst des Jahres 1542 mit einer Huldigungsfeier für Gräfin Anna und ihre Söhne seiner Bestimmung übergeben. Danach nutzten hauptsächlich Handel und Gewerbe das Gebäude, das zudem als Tanz- und Festhaus für die Bürgergemeinde, Klassenraum für die Lateinschule oder als Berufsschule Verwendung fand. Auch das Eichamt war zeitweise im Alten Rathaus untergebracht. Während des Appell-Krieges nutzten dänische und kaiserliche Truppen das Rathaus in den Jahren von 1724 bis 1727 als Wachlokal.
Die Stadt erhielt von der Kirche nach dem Wiederaufbau ein Mitnutzungsrecht. Der Rummel (siehe Beschreibung) diente fortan als Versammlungsraum für Rat und Bürgerschaft. Zudem waren in dem Gebäude die Stadtverwaltung sowie das Gericht untergebracht. Das städtische Gefängnis befand sich oben im Turm. Im Jahre 1861 trat die Kirche das Gebäude an die Stadt ab, die es noch bis 1884 als Rathaus nutzte.  Am 23. September 1884 zog die Stadtverwaltung in das ebenfalls am Norder Marktplatz gelegene Neue Rathaus, das sie erst im Mai 1884 von einem Privatmann erworben hatte. Das Alte Rathaus ist seit Mai 1922 an den Heimatverein Norderland vermietet und wird weiterhin zudem von der Theelacht genutzt, die ihr in jahrhundertelangen Auseinandersetzungen erfolgreich behauptetes Nutzungsrecht für die Theelkammer im Jahre 1897 ins Grundbuch eingetragen bekam.